# Josefa Cuevas
Josefa Cuevas Aguilar (Mérida, 24 de marzo de 1920 - Cuernavaca, 2010) fue una ingeniera geóloga mexicana, primera mujer en egresar de la Facultad de Ingeniería de la Universidad Nacional Autónoma de México (UNAM) en dicha especialidad.

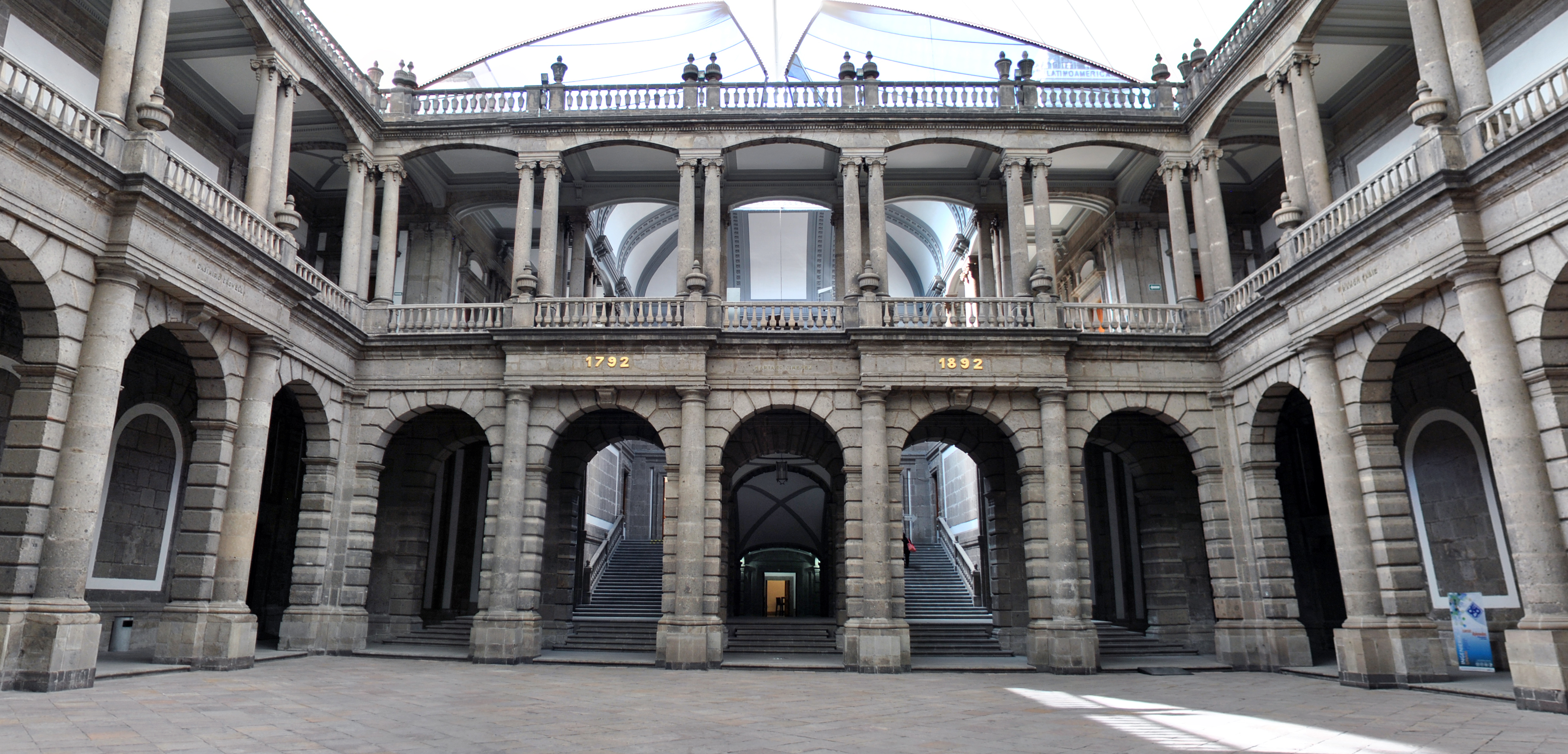
Patio del Palacio de Minería, donde Josefa Cuevas cursó geología. La Escuela de Ingenieros se localizaba en dicho recinto.

## Biografía
Fue hija de Andrea Aguilar Argüello, una educadora y fundadora de jardines de infancia en la capital yucateca, misma donde cursó la educación básica, concluyendo una especialidad en ingeniería. Se mudó a la Ciudad de México en donde ingresó a la Escuela de Ingenieros de la UNAM a la carrera de geología en 1949, en una época en la que muy pocas mujeres cursaban estudios universitarios y mucho menos carreras relacionadas a ingenierías. Se encargó de las colecciones de mineralogía y petrografía de la escuela donde cursaba. Obtuvo la Medalla al Mérito Universitario y se graduó con mención honorífica en 1950, convirtiéndose en la primera mujer graduada de geología en ese país.
Con el auge de la extracción de petróleo en México fue contratada en 1949 el Departamento de Paleontología de la Gerencia de Extracción de Petróleos Mexicanos (PEMEX). En dicha labor fue jefa de paleontología en diversas zonas del país. En 1969 fue comisionada al Instituto Mexicano del Petróleo como jefa del Departamento de Micropaleontología, sitio donde laboró hacia 1979 por jubilación, para comenzar una consultoría independiente dedicada a la extracción petrolera.

## Premios y reconocimientos
- Medalla al Mérito Universitario de la UNAM, 1950
- Reconocimiento de la Sociedad Mexicana de Geología por contribuciones a las ciencias de la tierra, 1990[5]